# Nathan Scott
Nathan Royal Scott er en fiktiv person, som optræder i teenagedramet One Tree Hill som i øjeblikket kører på CW Television i USA, og på TV3 i Danmark. Nathan Scott spilles af den amerikanske skuespiller James Martin Lafferty. Nathan er lillebror til seriens anden hovedperson Lucas Scott, han er gift med Haley James Scott og har en søn ved navn James "Jamie" Lucas Scott.
Da han skal udtaget til NBA sker der en forfærdelig ulykke og han ender i rullestol.